# キッドトリップ RUN!
『キッドトリップ RUN!』（キッドトリップ ラン!、英題:Kid Tripp）は、Michael Burnsから2013年7月23日に発売されたノンストップアクションゲーム。iOS、ニンテンドー3DS、Nintendo Switch向けに配信されている。

## 概要
飛行中にキリンに衝突して島に不時着した主人公「キッドトリップ」は4つのワールド、20ステージを駆け巡って脱出を目指す。
説明書およびホームページでは主人公の名前が「キッドトリップ」となっているが、
ゲーム内のチュートリアルや続編であるMiles&Kiloでは「マイルス」あるいは「マイルズ」になっている。
止まる事は出来ず一直線に走り続ける。
前方の動物はジャンプで避けたり石で攻撃する。レベルは初球の「ウォーク」、中級の「ダッシュ」、上級の「ハードコア」の3段階選ぶ。

## ステージ
WORLD１
南国のような雰囲気をもつ始まりの舞台。
WORLD2
足場が少ない洞窟。
WORLD3
雪が積もった夜の平地。
WORLD4
溶岩が煮えたぎる火山。